# Anatolij Żegłanow
Anatolij Nikołajewicz Żegłanow, ros. Анатолий Николаевич Жегланов (ur. 14 maja 1946 w Zaporożu, zm. 28 czerwca 1999 w Petersburgu) – radziecki skoczek narciarski, dwukrotny olimpijczyk (1968, 1972).
Dwukrotnie wystąpił w konkursach skoków na zimowych igrzyskach olimpijskich. W 1968 roku na igrzyskach w Grenoble zajął szóste miejsce na skoczni normalnej i ósme na dużej. Cztery lata później w Sapporo był 21. na normalnym obiekcie i 32. na dużym. W zawodach przedolimpijskich w Sapporo w 1971 roku zajął drugie miejsce na normalnej skoczni (lepszy od niego był tylko Yukio Kasaya) i siódme na dużej. W imprezach rangi mistrzowskiej wystąpił jeszcze w 1970 roku, zajmując 12. miejsce w konkursie mistrzostw świata w Szczyrbskim Jeziorze na dużej skoczni, oraz w 1972 roku, plasując się na 14. miejscu w mistrzostwach świata w lotach narciarskich w Planicy.
W latach 1968–1972 wziął udział w czterech edycjach Turnieju Czterech Skoczni. Pięciokrotnie stał na podium konkursów zaliczanych do tego turnieju – 7 stycznia 1968 roku w Bischofshofen, 1 stycznia 1969 roku w Garmisch-Partenkirchen i rok później tamże był drugi, 4 stycznia 1969 w Innsbrucku i rok później tamże był trzeci. Ponadto czterokrotnie plasował się w czołowej dziesiątce zawodów – dwukrotnie był czwarty (w Innsbrucku w 1968 roku i w Bischofshofen w 1969 roku), raz dziewiąty (w Innsbrucku w 1971 roku) i raz dziesiąty (w Garmisch-Partenkirchen w 1972 roku). W klasyfikacji generalnej turnieju najwyższe w karierze, czwarte miejsce zajął w sezonie 1968/1969. W pozostałych edycjach był ósmy w sezonie 1967/1968, siódmy w sezonie 1969/1970 i dwunasty w sezonie 1971/1972.
Brał udział również w innych zawodach międzynarodowych, m.in. w Pucharze Przyjaźni, Pucharze Beskidów, Turnieju Czeskim i Turnieju Szwajcarskim. W 1968 roku zajął trzecie miejsce w Pucharze Przyjaźni, w poszczególnych konkursach zajmując trzecie, drugie i piąte miejsce. W 1969 roku zajął trzecie miejsce w Pucharze Beskidów, w zawodach plasując się na drugim miejscu w Szczyrku i na dziesiątym w Wiśle. W tym samym roku zwyciężył w II Zimowej Spartakiadzie Armii Zaprzyjaźnionych w Szpindlerowym Młynie. W 1973 roku został sklasyfikowany na siódmym miejscu w Turnieju Szwajcarskim, dzięki zajęciu dziewiątego miejsca w Engelbergu, drugiego w Sankt Moritz i ósmego w Le Locle. W 1974 roku zajął również siódme miejsce w Turnieju Czeskim, wygrywając jeden z konkursów.